# Albert Ildarowitsch Jarullin
Albert Ildarowitsch Jarullin (russisch Альберт Ильдарович Яруллин; * 3. Mai 1993 in Kasan) ist ein russischer Eishockeyspieler, der seit Mai 2021 beim HK Traktor Tscheljabinsk in der Kontinentalen Hockey-Liga unter Vertrag steht.

## Karriere
Albert Jarullin begann seine Karriere als Eishockeyspieler in seiner Heimatstadt in der Nachwuchsabteilung von Ak Bars Kasan, für dessen Juniorenmannschaft er von 2009 bis 2001 in der multinationalen Nachwuchsliga Molodjoschnaja Chokkeinaja Liga aktiv war. In der Saison 2011/12 gab der Verteidiger sein Debüt für die Profimannschaft von Ak Bars Kasan in der Kontinentalen Hockey-Liga.
Im November 2013 wechselte er im Tausch gegen ein Wahlrecht für den KHL Junior Draft 2015 zu Neftechimik Nischnekamsk, kehrte aber im Januar 2014, nach nur 15 Spielen für Neftechimik, nach Kasan zurück.
2018 gewann er mit Ak Bars den Gagarin-Pokal und zugleich den russischen Meistertitel. Zur Spielzeit 2020/21 wechselte er zum Ligakonkurrenten HK Traktor Tscheljabinsk.

### International
Für Russland nahm Jarullin an den U18-Junioren-Weltmeisterschaften 2010 und 2011 teil. Bei der U18-WM 2011 gewann er mit seiner Mannschaft die Bronzemedaille und war der Spieler mit der besten Plus/Minus-Bilanz des Turniers. Zudem vertrat er Russlan bei der U20-Weltmeisterschaft 2013.
In der Herren-Auswahl der Russen debütierte Jarullin in der Spielzeit 2014/15. Er wurde aber noch nie für ein IIHF-Turnier nominiert.

## Erfolge und Auszeichnungen
- 2011 Bronzemedaille bei der U18-Junioren-Weltmeisterschaft
- 2011 Beste Plus/Minus-Bilanz bei der U18-Junioren-Weltmeisterschaft
- 2013 Bronzemedaille bei der U20-Junioren-Weltmeisterschaft
- 2018 Gagarin-Pokal-Sieger und Russischer Meister mit Ak Bars Kasan
- 2019 KHL-Verteidiger des Monats Oktober